# Херменештій-Ной
Херменештій-Ной (рум. Hărmăneștii Noi) — село у повіті Ясси в Румунії. Входить до складу комуни Херменешть.
Село розташоване на відстані 317 км на північ від Бухареста, 60 км на захід від Ясс.

## Населення
За даними перепису населення 2002 року у селі проживали 728 осіб, усі — румуни. Усі жителі села рідною мовою назвали румунську.